# INA Assitalia
INA Assitalia S.p.A. è stata una compagnia assicuratrice, operante sul mercato italiano dal 1912 al 2013. Negli ultimi anni appartenne al gruppo Assicurazioni Generali.

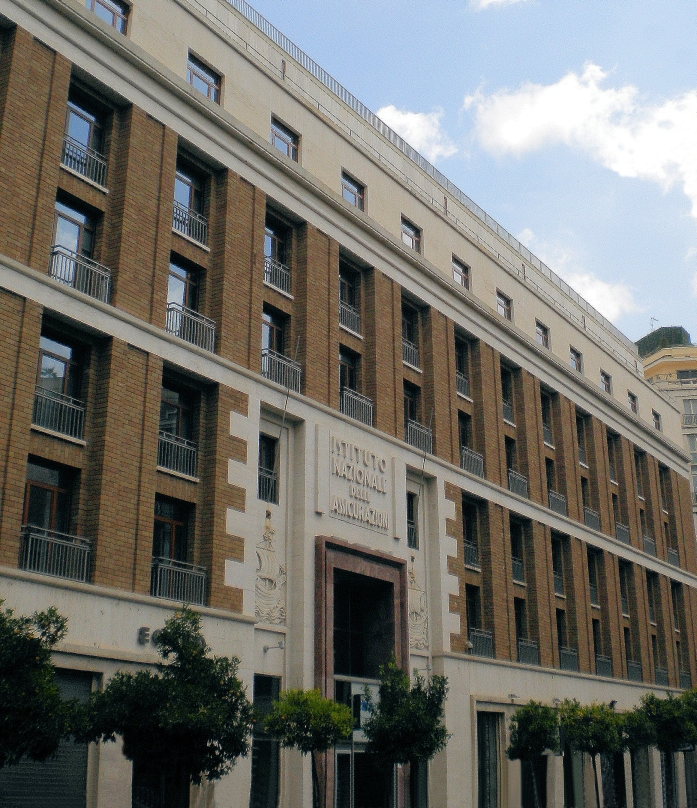
Direzione Generale INA in via L. Bissolati 23, Roma

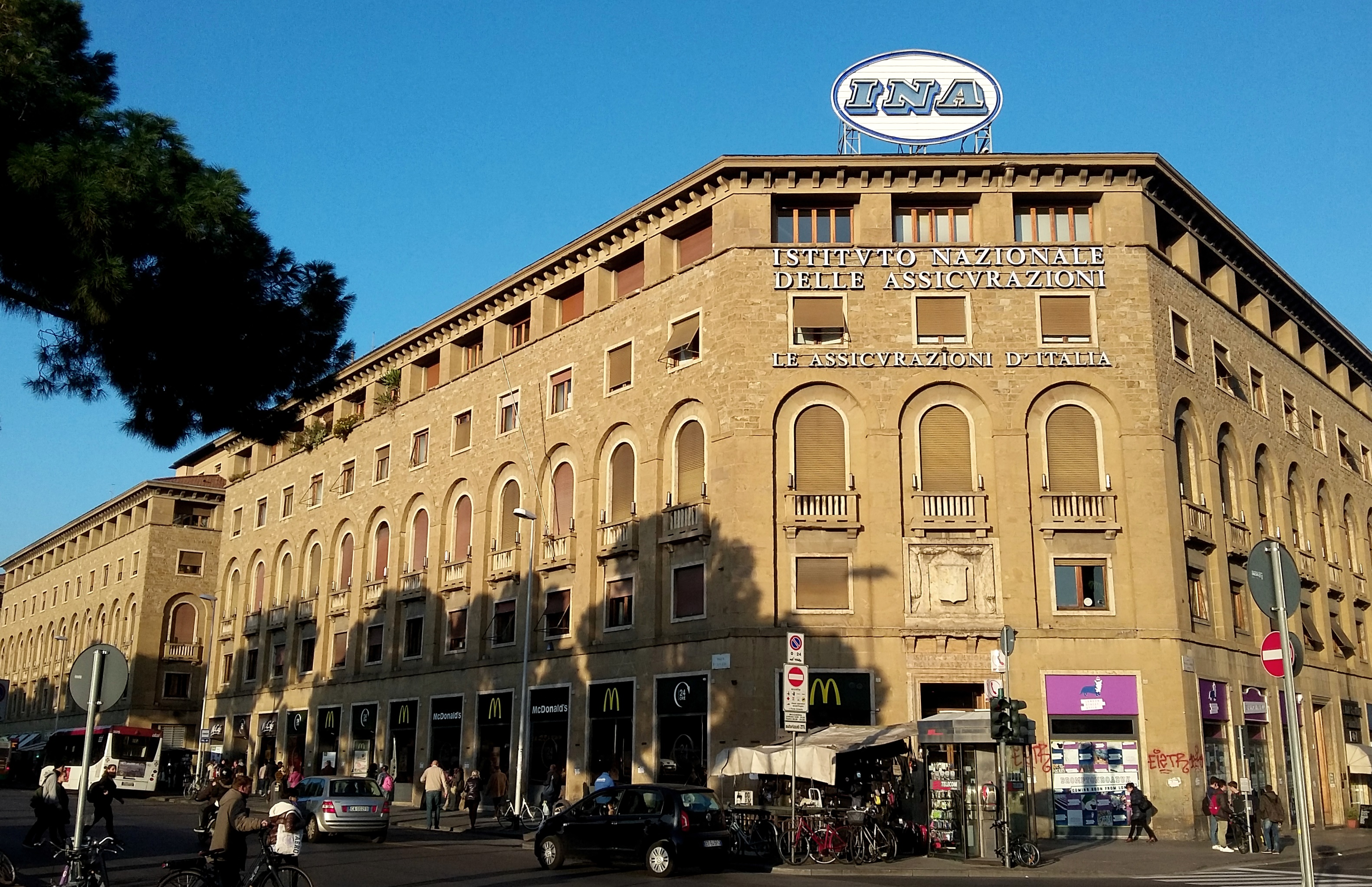
Istituto Nazionale delle Assicurazioni, Firenze

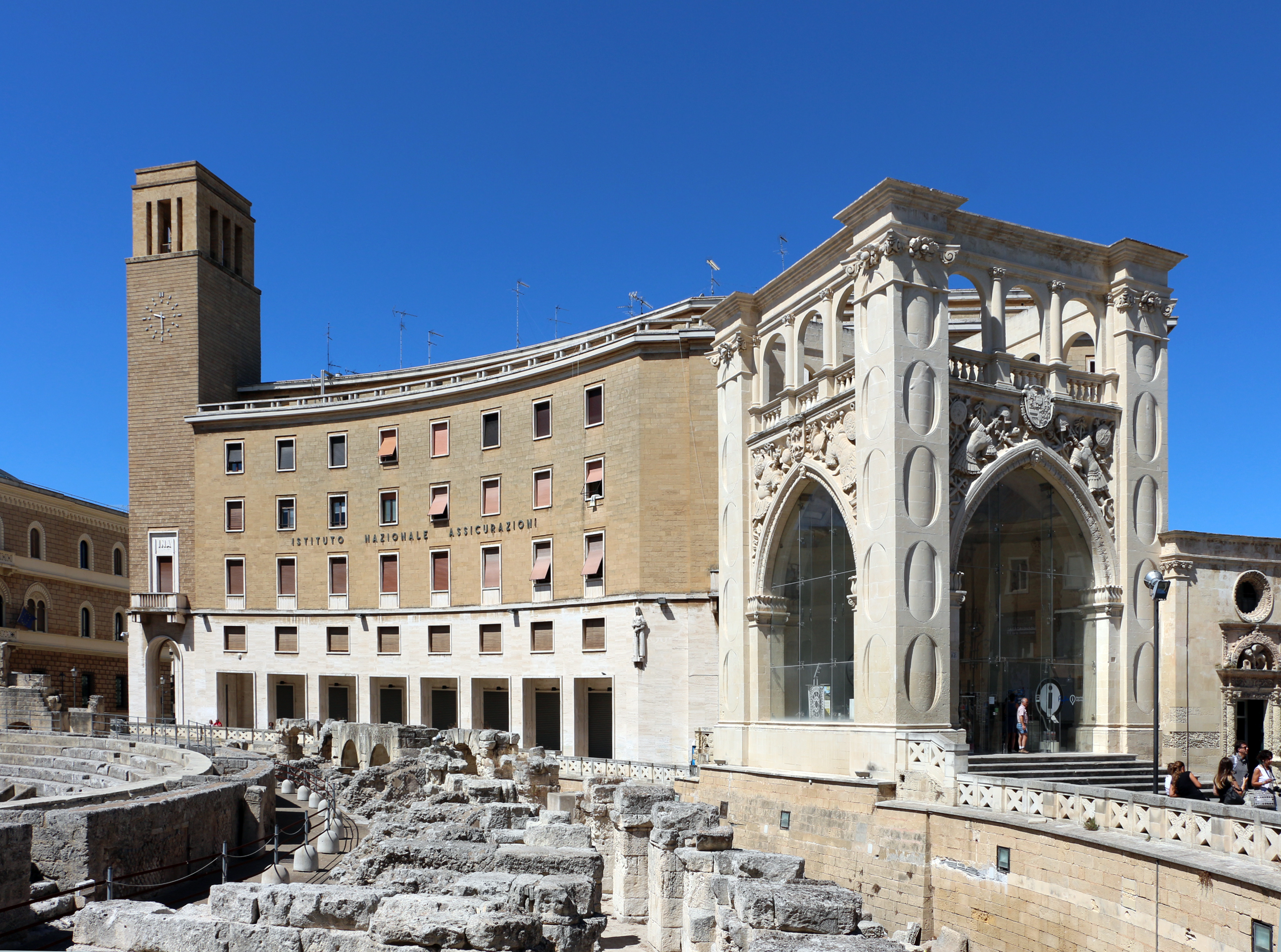
Lecce, palazzo dell'INA e palazzo del sedile

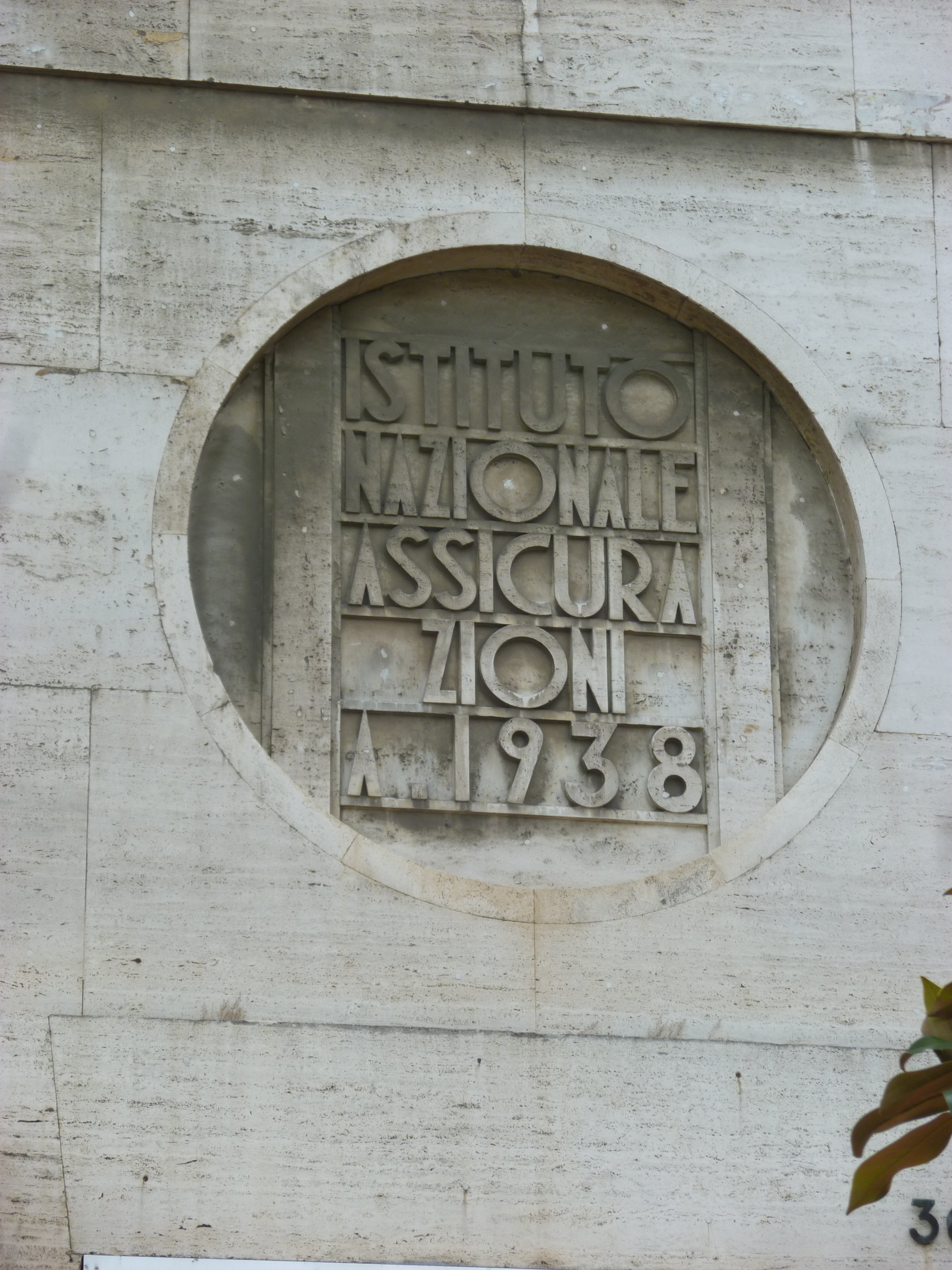
Palazzo INA, Napoli

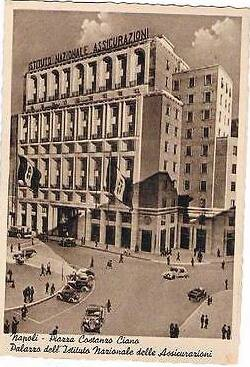
Napoli, Palazzo INA in piazza Carità, in una vecchia cartolina

## Storia

### Fondazione

#### Istituto Nazionale delle Assicurazioni
La legge 305 del 4 aprile 1912, emanata dal quarto governo Giolitti, ordinò la nazionalizzazione delle assicurazioni sulla vita. Conseguentemente, nello stesso anno, fu istituito l'INA (Istituto Nazionale delle Assicurazioni), ente pubblico specializzato nel monopolio italiano delle assicurazioni sulla vita, con un decreto del ministro Francesco Saverio Nitti.
Il decreto legge 29 aprile 1923 reintrodusse la concorrenza per le assicurazioni sulla vita, ma insieme impose il sistema delle "cessioni legali", per il quale le compagnie private dovevano riassicurare, almeno parzialmente, il loro portafoglio vita presso l'INA.
Al 31 dicembre 1931 l'INA aveva le seguenti statistiche:
- Persone assicurate: 1 milione
- Capitali assicurati: 12 miliardi di Lire
- Annualità di rendite: 60 milioni di Lire
- Produzione annuale: 2 miliardi di Lire
- Riserve matematiche: 3,2 miliardi di Lire
- Incasso premi e interessi: oltre 730 milioni di Lire

#### Assitalia
Il 25 luglio 1923 venne fondata l'Assitalia (l'esatta denominazione era: Le Assicurazioni d'Italia, Società Anonima) per occuparsi del ramo danni. Metà del capitale sociale dell'Assitalia era posseduto dall'INA e metà da diversi gruppi assicurativi privati.
Nel 1927 l'INA rilevò l'intero pacchetto azionario dell'Assitalia.

### INA-Casa
La legge 28 febbraio 1949 n.43 stabiliva un programma di costruzione di case per lavoratori, anche al fine di dare lavoro agli operai: la realizzazione del piano fu affidata all'INA.
A partire dal 1949 fino al 1963 l'istituto promosse il programma edilizio INA-Casa: si stima che questo progetto abbia portato alla costruzione di 350.000 alloggi popolari in tutta Italia.

### Privatizzazione
Nel 1992 il governo trasforma l'ente pubblico che gestisce l'INA in S.p.A. con lo scopo di privatizzare la società. Presidente è Lorenzo Pallesi; Amministratore Delegato Mario Fornari, affiancato da due direttori generali, Franco Pietrobono e Mario Bartolozzi. Nel giugno 1993 l'ex ente pubblico si scinde in due società, l'impresa assicuratrice INA s.p.a. (che controlla Assitalia, Praevidentia e INA Banca) e la concessionaria dei servizi assicurativi pubblici (Consap). Presidente dell'INA è Pallesi e amministratori delegati Pietrobono e Giancarlo Giannini. Fornari assume la presidenza della Consap.
Il processo di privatizzazione inizia nel 1994, con un'offerta pubblica di vendita e con il collocamento di circa il 48% delle azioni costituenti il capitale sociale dell'INA s.p.a. Nel novembre dello stesso anno si tiene la prima assemblea degli azionisti, fra cui il Tesoro che conserva ancora la maggioranza assoluta delle azioni. Presidente dell'INA viene nominato Sergio Siglienti, amministratori delegati Giancarlo Giannini e Roberto Pontremoli.  Nel 1996 il processo di privatizzazione si conclude con la cessione dell'ultimo 31% del capitale sociale ancora detenuto dal Ministero del Tesoro. Nel novembre 1997  l'Assemblea degli azionisti  (fra cui primeggiano IMI-San Paolo e Cariplo) conferma alla presidenza Siglienti e nomina amministratore delegato unico Lino Benassi, Nel 1998 dall'INA s.p.a. viene scorporato quasi tutto il patrimonio immobiliare che viene conferito all'UNIM, le cui azioni, quotate in borsa, vengono ripartite fra tutti gli azionisti dell'INA. Nel 1999 Generali lanciano un'OPA sulla totalità delle azioni costituenti il capitale sociale dell'INA; contemporaneamente un'altra opa viene lanciata da Pirelli sulle azioni UNIM. Entrambe le operazioni si concludono con successo nel 2000.
il 31 dicembre 2006 Generali fonde le compagnie INA e Assitalia (di cui l'INA è nel frattempo ridiventato azionista unico) in un'unica società: INA Assitalia S.p.A.
Per effetto del riassetto societario, voluto dal CEO Mario Greco, il 1º luglio 2013 le attività assicurative italiane di Assicurazioni Generali sono incorporate in INA Assitalia S.p.A.; quest'ultima a sua volta cambia denominazione in Generali Italia S.p.A. e sposta la sede legale da Roma a Mogliano Veneto. Della vecchia Compagnia rimarrà solo la dicitura nel marchio "Generali INA Assitalia", d'ora in poi modificato in stile "Assicurazioni Generali".

### Palazzi ed edifici costruiti dall'INA
Molti palazzi INA sono nello stile Novecento,  movimento artistico italiano nato a Milano alla fine del 1922. Alcuni sono esempi eccellenti dello stile razionalista. Altri palazzi INA sono stati invece edificati nel dopoguerra, in spazi rimasti liberi, una volta eliminate le macerie causate dai bombardamenti. Edifici provvisori, creati in occasione di fiere annuali, sono andati perduti.
- L'Aquila. Palazzo Regio dell'INA. Fine anni trenta
- Belluno. Palazzo INA.
- Brescia. Torrione INA. Architetto: Marcello Piacentini, 1930-1932
- Cagliari. Palazzo INA. Anni cinquanta.
- Catanzaro. Palazzo INA. Anni trenta
- Ferrara. Palazzo INA. 1957.
- Firenze. Casa in via dello Sprone Architetto: Giovanni Michelucci, 1955-1958.
- Firenze. Palazzo INA. Architetto: Sirio Pastorini,  1954-1957.
- Firenze. Palazzo INA, piazza della Stazione. Architetto: Ugo Giovannozzi. Anni trenta.
- Iglesias. Palazzo INA, piazza Sella (attualmente piazza Oberdan). Architetto: Enrico Mandolesi, 1957.
- Lecce. Palazzo INA. Anni trenta.
- Legnano. Galleria di Legnano piazza San Magno. 1954.
- Messina. Palazzo dell'INA. Ingegnere: Guido Viola, 1935.
- Milano. Palazzo INA. Architetto: Melchiorre Bega.
- Milano Palazzo INA corso Sempione. Architetto: Piero Bottoni, 1953-1958.
- Milano. Palazzo INA piazza Diaz. Architetto: Piero Portaluppi.
- Napoli. Palazzo INA. Architetto: Marcello Canino, 1938.
- Palermo. Grattacielo Ina Assitalia Architetto: Carlo Broggi, 1952-1955.
- Parma. Palazzo INA. Architetto: Franco Albini, anni trenta.[9]
- Pavia. Palazzo INA. Ingegnere: Guglielmo Ulrich, 1950 -1953.
- Piacenza, Palazzo INA. Ingegnere: Sandro Cella anni 30
- Potenza. Palazzo INA.
- Roma. Palazzo INA Sede INA. Anni trenta.
- Roma. Palazzo dell'INA, EUR. Ingegnere: Guido Viola, 1935.
- Roma. Palazzo INA, largo del Tritone. 1934.
- Rovigo. Palazzo INA.
- Siena. Palazzo INA.[10]
- Trieste. Palazzo INA. Architetto: Ugo Giovannozzi. Anni trenta.
- Verona. Palazzo INA.
- Cesano Maderno. Palazzo INA denominato "l'acquario". Anni 70.

### Palazzi storici di proprietà INA
- Firenze. Palazzo Panciatichi. Edificato a partire dal 1445-1446 da Agnolo di Ghezzo Della Casa. Fu rilevato dall'INA nel 1913.
- Firenze. Palazzo Strozzi. Edificato, su progetto di Giuliano da Sangallo, fra il 1489 e il 1538. Nel 1937 passò all'INA che lo cedette nel 1999 allo Stato Italiano.
- Perugia. Palazzo Cesaroni. Edificato fra il 1896 e il 1898, su progetto all'architetto Guglielmo Calderini. Fu acquistato dall'INA nel 1925.

### Palazzi storici di proprietà Assitalia
- Roma. Palazzo Bonaparte. Opera dell'architetto Giovanni Antonio De Rossi, realizzato fra il 1657 e il 1677, su incarico dei marchesi Giuseppe e Benedetto d'Aste. Acquistato nel 1972 dall'Assitalia.

### Palazzi costruiti dall'Assitalia
- Roma. Palazzo Assitalia, via Po. Anni sessanta.

### INA per lo sport

INA Assitalia sponsor di maglia della campione d'Italia 2000-2001

In passato l'INA Assitalia è stata sponsor di entrambe le squadre calcistiche capitoline: dal 1997 al 2002 della Roma e dal 2005 al 2007 della Lazio. Dal 1982 al 1990 il Seminatore d'oro - premio dato, con il patrocinio del CONI, al migliore allenatore delle squadre di calcio - è stato assegnato dall'INA e ha assunto la nuova denominazione Seminatore INA. Ha pubblicato per molti anni l'agenda e l'annuario INA-Sport. Ha sostenuto competizioni organizzate dall'Aero Club di Treviso, negli anni sessanta e settanta.

### Direttori generali dell'INA[13]
- Carlo Tocci  (dal 2.5.1912)
- Alberto Beneduce (dal 24.5.1917)
- Guido Toja (dal 4.7.1920)
- Salvatore Gatti (dal 26.7.1925)
- Enrico Scodnik (dal 20.12.1928)
- Ignazio Giordani  (dal 14.11.1929)
- Emilio Oldani  (dal 20.3.1944)
- Leone Ambron  (dal 3.5.1945)
- Annetto Puggioni  (dal 14.12.1946)
- Marino Marinelli  (dal 22.12.1951)
- Carlo Casali  (dal 1.10.1957)
- Emilio Pasanisi (dal 27.10.1966)
- Carlo Tomazzoli  (dal 24.2.1973)
- Mario Fornari  (dal 1.10.1981)
- Mario Bartolozzi  (dal 1.9.1992)
- Franco Pietrobono  (dal 1.9.1992)
- Lino Benassi  (dal 1.10.1995)
- Fabio Buscarini  (2007-2013)

## Archivio
La costituzione dell'Archivio storico INA venne deliberata nell'aprile del 1961 in occasione delle celebrazioni per il cinquantenario della nascita dell'Istituto. A seguito della privatizzazione dell'Istituto, il 21 novembre 1992, la Soprintendenza archivistica per il Lazio dichiarò di notevole interesse storico tutta la produzione documentaria dell'INA. Ospitato presso la sede dell'istituto in via Bissolati a Roma, l'archivio storico comprende, tra l'altro, il fondo Storico Immobiliare, la cui documentazione riflette tutta l'attività edilizia dell'ente di Stato fin dalla sua costituzione (estremi cronologici: 1912 - 1992), un fondo relativo alla gestione INA-Casa (estremi cronologici: 1942 - 1964) e due fondi contenenti le carte prodotte, ricevute e utilizzate nel corso dell'attività svolta all'INA da Bonaldo Stringher (estremi cronologici: 1912 - 1922) e Alberto Beneduce (estremi cronologici: 1912 - 1922)

### Arte
- Maurizio Fagiolo Dell'Arco (a cura di), Arte del Novecento italiano nelle collezioni Assitalia, Milano, Electa, 1987, SBN VEA0050773.
- Giovanni Pieraccioni, L'esperienza dell'Assitalia per la sponsorizzazione della musica, in Vita italiana. Cultura e scienza, vol. 3, n. 3, luglio-settembre 1988,  pp. 118-121.
- Maurizio Calvesi, Fabio Benzi (a cura di), Dipinti del '900 italiano: collezione Assitalia gruppo INA, Milano, Electa, 1999, SBN CFI0458562.
- Roberta Bernabei, La collezione INA Assitalia, Milano, Mondadori Electa, 2005, SBN VEA0194914.

### Cultura
- Il libro tra impresa e cultura: ABI, ACRI, EFIM, ENEA, ENEL, ENI, FIAT, INA-ASSITALIA, IRI, Olivetti: Salone nazionale del libro, Torino 19-23 maggio 1988: Fiera internazionale del libro, Francoforte 4-9 ottobre 1988, Roma, Presidenza del Consiglio dei ministri, Direzione generale delle informazioni, dell'editoria e della proprietà letteraria, artistica e scientifica, 1988, SBN PAL0083635.
- Antonio Longo [... et al.], Cultura e strumenti dell'intervento pubblico: interventi all'Incontro promosso dall'Ina il 30 giugno 1988 in occasione della presentazione della pubblicazione dell'inventario "Carte del Presidente Bonaldo Stringher (1912-1922)", Milano, Franco Angeli, 1989, SBN CAM0025053.

### Mostre
- Istituto nazionale delle assicurazioni, Le origini dell'Istituto nazionale delle assicurazioni: mostra grafica e documentaria allestita nella sede dell'INA nel cinquantenario della legge 4 aprile 1912, n. 305: Roma, aprile 1962, Roma, Tip. BIMO, 1962, SBN SBL0032488.
- Rita Bernini [... et al.], INA: arte del manifesto: 90 anni di storia sociale, Trieste, Editoriale Generali, 2002, SBN TSA0631086. Catalogo della Mostra tenuta a Roma nel 2002.

### Periodici
- Il lavoratore dell'INA: organo mensile per i dipendenti dell'Istituto nazionale delle assicurazioni, Roma, INA, 1946-1948, SBN CFI0415988.
- Cronache dell'INA: bollettino tecnico e d'informazione, Roma, INA, 1953-1980, SBN CFI0404887.
- In diretta: periodico bimestrale dell'Associazione nazionale agenti generali INA Assitalia, Roma, 1967-1968, SBN CFI0449910.

### Premi di pittura
- Mario Lepore, 5º Premio nazionale studentesco INA-Touring per la pittura: Circolo della stampa, Milano 24 aprile-4 maggio 1962, Milano, Amilcare Pizzi, 1962, SBN LO10880807.
- Sesto premio nazionale studentesco INA-TOURING per la pittura: Palazzo della Permanente, Milano 25 marzo-10 aprile 1963, Milano, a cura del Comitato INA-TOURING, 1963, SBN MIL0602998.
- 10º premio internazionale studentesco INA-Touring per la pittura: Milano, 1-20 ottobre 1967, Palazzo Reale, Roma, Tipo-litografia Bimospa, 1967, SBN BVE0641190.
- Premio internazionale studentesco INA-Touring per la pittura: Milano, Palazzo reale, 26 11-15 12 1969: mostra delle opere premiate: retrospettiva 1958-1967; Prima Biennale 1968-1969 sotto l'alto patronato del Presidente della Repubblica; con il patrocinio dell'Ente manifestazioni milanesi, Roma, BIMOSPA, 1969, SBN SBL0100893.
- Premio internazionale studentesco INA-Touring per la pittura: 3ª biennale d'arte degli studenti: catalogo: Firenze, 27.11-16.12 1973, Palazzo Strozzi, Roma, Tipo-litografia Bimospa, 1973, SBN BVE0641191.